# Dante Leon
Dante Leon (Canadá, 6 de maio de 1995) é um competidor canadense de grappling e faixa-preta de Jiu-Jitsu Brasileiro (BJJ). Campeão mundial e pan-americano sem quimono em diversas categorias de faixas inferiores, Leon é bicampeão mundial faixa-preta no Campeonato Mundial de Jiu-Jitsu No-Gi da IBJJF, tricampeão do Campeonato Pan-Americano de Jiu-Jitsu No-Gi da IBJJF, campeão dos Nacionais Americanos e bicampeão bronze no Campeonato Mundial de Submission Fighting da ADCC.

## Início de vida
Leon nasceu em 6 de maio de 1995, em Harrow, Condado de Essex em Ontário, Canadá. Ele cresceu jogando hóquei no gelo e foi introduzido às artes marciais e ao boxe por seu pai aos 6 anos. Leon começou a treinar Jiu-Jitsu Brasileiro (BJJ) em Detroit, Michigan, aos 12 anos. Seu primeiro instrutor foi o falecido Dean Hersche. Como faixa azul, Leon venceu o Campeonato Mundial Juvenil da IBJJF duas vezes (2012, 2013), o Campeonato Pan-Americano da IBJJF e o Campeonato Pan-Americano Juvenil da IBJJF.
Após ser promovido a faixa roxa, Leon venceu o Campeonato Pan-Americano de Jiu-Jitsu Sem Quimono da IBJJF de 2015 sob a equipe Gracie Humaitá/Ribeiro Jiu-Jitsu. Em seguida, juntou-se à GFTeam sob a orientação de Abraham Marte e Vitor Oliveira. Após receber a faixa marrom, mudou-se para Toledo, Ohio, para treinar em tempo integral. Como faixa marrom, Leon venceu o Campeonato Mundial de Jiu-Jitsu Sem Quimono da IBJJF e o Campeonato Pan-Americano de Jiu-Jitsu Sem Quimono da IBJJF. Em 2017, conquistou a prata no Campeonato Mundial da IBJJF.

## Carreira como faixa preta

### 2017–2020
Em junho de 2017, Leon foi promovido a faixa preta por Júlio César Pereira e Vitor Oliveira. No mesmo ano, venceu os Nacionais Americanos Sem Quimono e o Campeonato Pan-Americano de Jiu-Jitsu Sem Quimono da IBJJF. No Campeonato Mundial Sem Quimono de 2018, Leon conquistou o bronze após chegar às semifinais, onde perdeu para Hugo Marques. Em 2019, tornou-se campeão mundial sem quimono faixa preta pela primeira vez, derrotando Jaime Canuto por 4x2 na final.
Competindo no KASAI Elite Grappling Championships, Leon derrotou Edwin Najmi por finalização (mata-leão) em 6 de abril de 2019, durante o Kasai Pro 5. Em 1 de fevereiro de 2020, no Kasai Pro 7, Leon derrotou Renato Canuto por pontos.

### 2021–2022
Em 2021, Leon terminou em segundo lugar no Mundial Sem Quimono após perder para Marques por decisão do árbitro na final. Em outubro de 2021, Leon anunciou que se juntaria oficialmente ao Pedigo Submission Fighting para competir sob sua bandeira.
No Campeonato Mundial de ADCC 2022, Leon derrotou Magid Hage e Mateusz Szczecinski antes de perder para Micael Galvão nas semifinais. Ele venceu a disputa pelo bronze ao derrotar PJ Barch. Em 2022, Leon tornou-se campeão mundial sem quimono pela segunda vez, derrotando Carlos Henrique por 2 a 0 na final.

### 2023
Em 26 de fevereiro de 2023, Leon venceu a divisão meio-médio e a divisão absoluta no IBJJF Tampa International Open. Leon foi escalado para competir no Who's Number One 18: Meregali v Marinho em 18 de maio de 2023, contra Ruan Alvarenga. Ele venceu a luta, finalizando Alvarenga com um mata-leão. Leon competiu no IBJJF Indianapolis Open Sem Quimono em 18 de junho de 2023, conquistando a medalha de ouro na divisão meio-pesado.
Leon enfrentou Ethan Crelinsten pelo título vago dos leves do WNO no Who's Number One 19 em 10 de agosto de 2023. Ele venceu a luta por finalização e tornou-se o novo campeão mundial dos leves do WNO. Em seguida, Leon competiu na divisão superpesado do Campeonato Pan-Americano de Jiu-Jitsu Sem Quimono da IBJJF de 2023 em 1 de outubro de 2023, conquistando a medalha de ouro. Leon também venceu a divisão meio-médio sem quimono no IBJJF Nashville Fall Open 2023 em 12 de novembro de 2023.
Leon representou a Equipe Modolfo na divisão até 76 kg na Final da AIGA Champions League 2023, nos dias 13 e 14 de dezembro. Ele venceu sua luta semifinal por finalização e a final por finalização, ajudando a Equipe Modolfo a vencer o torneio. Como resultado, Leon foi eleito MVP da Temporada 2 da AIGA, e posteriormente venceu o prêmio de 'Grappler Masculino do Ano (Sem Quimono)' no JitsMagazine BJJ Awards 2023.

### 2024
Leon foi escalado para defender seu título de peso-leve do WNO contra Diego "Pato" Oliveira no Who's Number One 22, em 9 de fevereiro de 2024. Ele foi finalizado com uma chave de calcanhar e perdeu o título.
Leon competiu no IBJJF No Gi Absolute Grand Prix em 29 de fevereiro de 2024. Ele derrotou Elder Cruz na rodada inicial antes de perder para o eventual campeão Kaynan Duarte na semifinal. Em seguida, conquistou a medalha de ouro na divisão meio-médio e a medalha de prata na divisão absoluta no IBJJF No Gi American National Championship 2024, em 29 de junho de 2024.
Leon foi convidado a competir no Campeonato Mundial de ADCC 2024 em 17 e 18 de agosto de 2024. Ele perdeu por pontos para Elijah Dorsey na rodada inicial. Leon retornou na divisão absoluta masculina, onde derrotou Michael Perez e Micael Galvão antes de perder para Kaynan Duarte na semifinal. Ele então derrotou Giancarlo Bodoni na disputa pelo terceiro lugar, conquistando a medalha de bronze.
Leon enfrentou Andy Varela no UFC Fight Pass Invitational 8, em 10 de outubro de 2024. Ele venceu a luta por finalização.
Leon competiu contra Ellis Younger no Polaris 30, em 2 de novembro de 2024. Ele venceu a luta por decisão.
Leon assinou um contrato para competir pelo ONE Championship a partir de 2024. Ele estreou contra Bruno Pucci no ONE Fight Night 26 em 6 de dezembro de 2024, vencendo a luta por finalização.
Leon enfrentou Tommy Langaker no ONE Fight Night 27 em 10 de janeiro de 2024. Ele venceu a luta por decisão unânime.